# (145451) 2005 RM43
(145451) 2005 RM43 est un objet transneptunien situé dans le disque des objets épars, au-delà de la ceinture de Kuiper. Il a été découvert le 9 septembre 2005 par Andrew C. Becker, Andrew W. Puckett et Jeremy M. Kubica à l'observatoire d'Apache Point à Sunspot.
Le site web de Mike Brown le classe comme planète naine probable, mais le diamètre de l'objet n'a jamais été mesuré.
Des images de pré-découverte remontant à 1976 ont pu déterminer son orbite avec un paramètre d'incertitude U de 2.